# Nastja Kolar
Nastja Kolar (ur. 15 lipca 1994 w Celje) – słoweńska tenisistka.

## Kariera tenisowa
W zawodowych turniejach zadebiutowała w lipcu 2008 roku, docierając do drugiej rundy kwalifikacji do turnieju cyklu WTA Tour w Portorožu, gdzie zagrała dzięki dzikiej karcie. Rok później, również dzięki dzikiej karcie, ponownie pojawiła się w Portorožu, ale tym razem już w turnieju głównym, w którym przegrała w pierwszej rundzie z Robertą Vinci. W 2010 roku wygrała swój pierwszy turniej rangi ITF, w Čakovcu. W sumie wygrała dziesięć turniejów w grze pojedynczej i szesnaście w grze podwójnej rangi ITF.
W roku 2011 wzięła udział w kwalifikacjach do turnieju wielkoszlemowego US Open, ale odpadła w pierwszej rundzie.
W 2012 roku zadebiutowała w rozgrywkach Pucharu Federacji.
W 2023 roku została dożywotnio zdyskwalifikowana z powodu ustawiania meczów i uczestnictwa w zawieraniu zakładów bukmacherskich w latach 2015–2020.

## Wygrane turnieje rangi ITF
| turnieje z pulą nagród 100 000 $ |
| turnieje z pulą nagród 75 000 $  |
| turnieje z pulą nagród 50 000 $  |
| turnieje z pulą nagród 25 000 $  |
| turnieje z pulą nagród 15 000 $  |
| turnieje z pulą nagród 10 000 $  |

### Gra pojedyncza
|     | Data       | Turniej        | ($)    | Naw.     | Finalistka           | Wynik            |
| 1.  | 21/08/2010 | Čakovec        | 10 000 | ziemna   | Paola Cigui          | 7:5, 6:4         |
| 2.  | 05/06/2011 | Maribor        | 25 000 | ziemna   | Maša Zec Peškirič    | 7:5, 6:4         |
| 3.  | 26/01/2014 | Kaarst         | 10 000 | dywanowa | Nateła Dzałamidze    | 4:6, 6:1, 6:4    |
| 4.  | 21/06/2014 | Ystad          | 25 000 | ziemna   | Sandra Zaniewska     | 6:4, 6:4         |
| 5.  | 18/02/2018 | Szarm el-Szejk | 15 000 | twarda   | Bunyawi Thamchaiwat  | 6:2, 6:4         |
| 6.  | 25/03/2018 | Manama         | 15 000 | twarda   | Tereza Mihalíková    | 6:4, 6:2         |
| 7.  | 01/04/2018 | Szarm el-Szejk | 15 000 | twarda   | Angielina Gabujewa   | 2:6, 6:4, 6:0    |
| 8.  | 21/10/2018 | Szarm el-Szejk | 15 000 | twarda   | Anastasija Suchotina | 6:1, 6:1         |
| 9.  | 29/09/2019 | Kair           | 15 000 | ziemna   | Sandra Samir         | 6:3, 5:7, 7:6(4) |
| 10. | 17/10/2021 | Sozopol        | 15 000 | twarda   | Marta Matula         | 7:5; 3:6, 6:1    |